# Gabriel Farhi
Pour les articles homonymes, voir Farhi.
Gabriel Farhi, né le 25 mai 1968, est un rabbin libéral français.

## Biographie
Gabriel Farhi étudie au lycée Victor-Duruy et à l'École normale israélite orientale (Paris). Il est ordonné rabbin en 1996, après des études au Séminaire rabbinique du Leo Baeck College, à Londres et à Jérusalem. Il fut un membre actif de l'Union des étudiants juifs de France ainsi que des Éclaireuses et éclaireurs israélites de France. Il a été militant au Parti socialiste dans la section Javel-Grenelle (Paris 15) avant de rendre sa carte en devenant Rabbin.
Gabriel Farhi est le fils du rabbin Daniel Farhi et fut pendant douze ans, jusqu'en août 2007, l'un des trois rabbins qui animèrent et dirigèrent le Mouvement juif libéral de France. Il est depuis septembre 2007 le Rabbin fondateur de l'AJTM, Alliance pour un judaïsme traditionnel et moderne dont la synagogue Beth Yaacov est située au 48, rue Pelleport dans le 20e arrondissement de Paris. Il est également membre du comité de parrainage de l'association La paix maintenant. Enfin, il tient le poste d'aumônier israélite de l'hôpital européen Georges-Pompidou à Paris depuis son ouverture en 2001, de l'hôpital Corentin-Celton et de l'hôpital Vaugirard. Il intervient régulièrement dans les facultés de médecine parisiennes sur l'éthique médicale ainsi que dans le cadre de DIU sur les soins palliatifs ou régulation des naissances. Il a rejoint Judaïsme en mouvement en juin 2021.
Le rabbin Gabriel Farhi prend position à plusieurs reprises pour un dialogue entre Israéliens et Palestiniens afin de résoudre le conflit du Proche-Orient.
Depuis 1999, il donne un « billet d'humeur » le dimanche matin à 8 h 45 sur la radio Judaïques FM en commentant l'actualité. Depuis juin 2019 il y anime « Les nouveaux défis du Judaïsme libéral ». 
Il a notamment déclaré son soutien au rabbin Gilles Bernheim le 10 février 2008. Il intervient régulièrement dans les médias nationaux et internationaux.

## Agression
Le 3 janvier 2003, Gabriel Farhi est blessé par un coup de couteau dans l'abdomen devant sa synagogue rue Pétion à Paris, par un homme criant « Allahu akbar » avec un accent « très français ». Quelques jours plus tard, plusieurs responsables politiques, dont le ministre de l'Intérieur Nicolas Sarkozy, mais aussi Édouard Balladur, Laurent Fabius, Lionel Jospin, Alain Juppé, participent à une cérémonie pour dénoncer l'« intolérable agression ».
Le rapport des pompiers évoque une plaie « superficielle, peu compatible avec [s]es dires » ; certains mettent en doute la réalité de cette agression, d'aucuns allant jusqu'à évoquer une automutilation. La brigade criminelle de Paris est chargée du dossier. Une ordonnance de non-lieu est rendue le 4 septembre 2008.

## Filmographie
Gabriel Farhi participe à plusieurs films cinématographiques en tant que consultant ou en jouant son propre rôle de rabbin. Il a conseillé Audrey Tautou pour le film Dieu est grand, je suis toute petite (2001). Il interprète son rôle dans La Première Fois que j'ai eu 20 ans (2004), ainsi que dans La Folle Histoire d'amour de Simon Eskenazy (2009). Il est par ailleurs connu pour avoir guidé Dany Boon dans sa démarche de conversion et l'avoir marié à Yaël Harris. Il en est de même pour Dominique Farrugia .